# Arthula flavofasciata
Arthula flavofasciata là một loài tò vò trong họ Ichneumonidae.